# Dany Jean
Dany Jean, né le 28 novembre 2002 à Port-au-Prince, est un footballeur international haïtien qui joue au poste de milieu de terrain à l'União Torreense.

## Biographie
Né à Port-au-Prince, Dany Jean est orphelin de père et mère,.

### Carrière en club
Jean est issu du centre de formation de l'Aigle Noir, avec lequel il va évoluer en D2 haïtienne,. 
Au printemps 2021, il connait un bref passage à l'Arcahaie FC en prêt, avec comme objectif de participer à la Ligue des champions de la CONCACAF, avant d'être transféré au RC Strasbourg, en France à l'été suivant, alors qu'il était sur les tablettes du club depuis 2019,.
Initialement intégré à l'équipe réserve, où il s'impose comme titulaire en National 3, il fait également sa première apparition sur le banc en Ligue 1 le 6 février 2022, lors de la victoire 1-0 contre le FC Nantes au Stade de la Meinau, avant de signer son premier contrat professionnel avec les Alsaciens l'été suivant, en compagnie de son coéquipier en équipe nationale Fredler Christophe (en).
Pleinement intégré à l'équipe première lors des matchs de pré-saison,, Jean fait ses débuts professionnels le 6 août 2022, remplaçant Dimitri Liénard lors d'une défaite 2-1 en Ligue 1 contre Monaco,. En manque de temps de jeu, il est prêté en juillet 2023 à l'US Avranches Mont-Saint-Michel.

### Carrière en sélection
International haïtien en équipe de jeune, Dany Jean est notamment sélectionné en équipe d'Haïti des moins de 17 ans pour la Coupe du Monde 2019,,.
Il fait ses débuts avec l'équipe senior d'Haïti le 27 mars 2022 lors d'une défaite 2-1 en match amical contre le Guatemala.